# Эспинола, Карлос Альберто
Ка́рлос Альбе́рто Эспи́нола (исп. Carlos Arberto Espínola Oviedo; род. 25 декабря 1975 в Ягуароне) — парагвайский футболист, защитник и полузащитник оборонительного плана. Выступал за сборную Парагвая. Имеет также эквадорское гражданство.

## Биография
Эспинола начал свою профессиональную карьеру в 1996 году в клубе «Серро Портеньо» и выиграл титул чемпионов страны в год своего дебюта. В 1999 году ненадолго уехал выступать в мексиканскую «Америку», но вернулся в «Серро Портеньо» в следующем году и ещё раз стал чемпионом Парагвая. В следующие два года играл за клубы парагвайской Примеры «Либертад» и «Спорт Колумбия».
В 2003 году Эспинола отправился в Эквадор. В составе ЛДУ Кито дважды становился чемпионом Эквадора — в 2003 и 2005 (Апертура) годах. В последней игре сезона 2006 Эспинола подрался на поле с игроком гуаякильской «Барселоны» Леонардо Соледиспой. За удар кулаком в лицо соперника Эспинола был отстранён от футбола на год.
Вернувшись на поле в 2008 году, Эспинола вначале выступал за колумбийский «Депортиво Кали», а затем — эквадорский «Эмелек». Таким образом, Карлос пропустил победную кампанию ЛДУ в Кубке Либертадорес 2008. В 2009 году он вернулся в ЛДУ Кито. Стал одним из лидеров команды в победных кампания Рекопы и Южноамериканского кубка 2009.
С 2000 по 2004 год выступал за сборную Парагвая. Всего провёл за «Альбироху» 4 матча.

## Титулы
- Чемпион Парагвая (2): 1996, 2001
- Чемпион Эквадора (2): 2003, Ап. 2005
- Обладатель Южноамериканского кубка (1): 2009
- Обладатель Рекопы (1): 2009